# Lühsdorf
Lühsdorf ist ein Ortsteil der Stadt Treuenbrietzen im Landkreis Potsdam-Mittelmark in Brandenburg.

## Lage
Der Ort liegt an der Kreisstraße K 6914. Unweit südlich verläuft die Landesstraße L 80, westlich die B 2.

## Geschichte
Bei archäologischen Grabungen wurden Hügelgräber freigelegt, mit der eine Besiedlung der Gemarkung bereits in der Bronzezeit nachgewiesen werden konnte. Es ist denkbar, dass der Ort in der zweiten Hälfte des 12. Jahrhunderts entstanden ist. Die Stadt Treuenbrietzen stellt dabei in Frage, ob es sich um ein Rundlingsdorf oder nicht eher ein Rundangerdorf gehandelt hat. Die erste urkundliche Erwähnung findet sich im Jahr 1375, als der Ort im Herrschaftsbereich der Vogtei Trebbin lag. Im Laufe der Jahrhunderte wechselte zum Teil die Schreibweise; so trat der Ort als Luderstorp oder Luderstorf in Erscheinung.  Im Gesamtwerk von Anton Friedrich Büsching aus dem Jahr 1775 ist bereits von Lühsdorf die Rede, während im später erschienenen Schmettauschen Kartenwerk sich die Bezeichnung Liesdorf wiederfindet.
Um 1766 kam es im Ort zu einem Großbrand, bei dem der überwiegende Teil der Gebäude vernichtet wurde. Dazu zählte auch die Dorfkirche, die daraufhin wiedererrichtet wurde. Nach rund 100 Jahren war sie jedoch baufällig geworden und musste geschlossen werden. Ein Neubau verzögerte sich, da die Kirchengemeinde ein größeres Bauwerk wünschte. 1885 fand die letzte Bestattung auf dem Kirchhof hinter dem ehemaligen Sakralbau statt. 1899 begannen die Planungen für den Neubau, der 1901 realisiert wurde. Da der Platz auf dem Dorfanger begrenzt war, verzichtete die Kirchengemeinde auf eine traditionelle Ostung und stellte den Altar an der Nordseite auf. 1925 gründete sich die Freiwillige Feuerwehr.
2003 wurde der Lühsdorf nach Treuenbrietzen eingemeindet.

## Sehenswürdigkeiten
- die Dorfkirche Lühsdorf, eine neogotische Saalkirche aus dem Jahr 1901
- ein Wohnhaus (Mittelflurhaus; Am Anger 10 und 11)

Siehe auch:
- Liste der Bodendenkmale in Treuenbrietzen
- Liste der Naturdenkmale in Treuenbrietzen#Lühsdorf